# バリー・ウィリアムズ (俳優)
バリー・ウィリアムズ（Barry Williams、1954年9月30日 - ）は、アメリカ合衆国出身の俳優である。

## 出演作品

### テレビ
- クロニクル 倒錯科学研究所
- ゆかいなブレディー家

### 映画
- ビッグフット（サイモン）
- MONSTER モンスター
- メガ・ピラニア（ボブ・グレディ）